# Карл Фридрих Райнхард фон Геминген (1739 – 1822)
Карл Фридрих Райнхард фон Геминген-Гутенберг (на немски: Karl Friedrich Reinhard von Gemmingen-Guttenberg; * 21 февруари 1739 в Ансбах; † 3 юни 1822 в Ансбах) е благородник от 1. клон (Бонфелд Обершлос) от 2. клон (Бонфелд) на II. линия (Геминген, Гутенберг) на фамилията на фрайхерен фон Геминген, фрайхер на Геминген-Гутенберг в Бонфелд (част от Бад Рапенау), до 1790 г. министър в Бранденбург-Ансбах в двора на Карл Александер фон Бранденбург-Ансбах, рицарски хауптман на „Рицарския кантон Оденвалд“ и последният генерал-директор на Имперското рицарство.
Той е син на Фридрих Казимир фон Геминген (1694 – 1744), бранденбург-ансбахски камер-юнкер и дворцов съветник, и съпругата му Елеонора Шарлота фон Воелварт (1718 – 1783), дъщеря на Лудвиг Карл фон Воелварт (1682 – 1753) и фрайин София Барбара Шарлота фон Щетен (1696 – 1728), която след смъртта на майка ѝ е възпитавана в замък Гутенберг.
След ранната смърт на баща му майка му отива в Хайлброн. Негов опекун е чичо му Райнхард фон Геминген (1698 – 1773). Майка му възпитава децата си в Хайлброн и през 1763 г. отива при него в Ансбах, където умира през 1783 г.
Карл посещава гимназията в Хайлброн и следва право в университета в Тюбинген (1755 – 1760). След това той става дворцов съветник, съветник на управлението и съдебен съветник на ансбахска служба. След това той е „асесор“ на апелационния съд в Тюбинген и след това в имперския камерен съд във Вецлар. През 1770 г. той става министър и президент на съдебния съвет.
През 1775 г. той придружава маркграф Карл Александер фон Бранденбург-Ансбах (1736 – 1806) в пътуване до Италия и тежко се разболява, а неговият зет камерхер фон Райценщайн умира. През 1777 г. той придружава маркграфа при предаването на войска на Англия. Следващата година той е в свитата на маркграфа няколко месеца в Париж. През 1781 г. той е пратеник на маркграфа в двора на император Йозеф II във Виена.
През 1790 г. той напуска доброволно службата си в маркграфството. Император Леополд II го прави таен съветник. След 1805/06 г. той е на служба на велик херцог Карл Фридрих фон Баден баденски държавен и кабинет-министър. През 1809 г. той се пенсионира и живее в Ансбах и в Бонфелд. На стари години той получава множество награди и отказва да приеме нови служби.
Карл Фридрих Райнхард фон Геминген умира на 83 години от изненадващ удар на 3 юни 1822 г. в Ансбах и е погребан там.

## Фамилия
Карл Фридрих Райнхард се жени на 8 юли 1769 г. в Нойброн при Аален за братовчедката си Филипина Магдалена фон Воелварт (* 23 август 1750, Нойброн; † 3 май 1825, Ансбах), дъщеря на фрайхер Себастиан фон Воелварт и фрайин Фридерика Каролина фон Воелварт. Те имат единадесет деца, от които остават живи:
- Карл Филип фон Геминген-Гутенберг (* 24 май 1771, Ансбах; † 10 юли 1831, Бонфелд), женен I. на 1 март 1797 г. в Щутгарт за фрайин София фон Дегенфелд (* 13 декември 1767, Нойухауз; † 30 август 1802, Бонфелд), II. на 12 юни 1803 г. в	Нойхауз за нейната сестра фрайин Еберхардина фон Дегенфелд (* 17 октомври 1777, Нойхауз; † 28 юли 1847, Баден-Баден)
- Хенриета Филипина (* 1774), омъжена I. за фон Ширндинг, II. за фон Дрекзел
- Шарлота (1777 – 1843), омъжена за Еберхард фон Щетен
- Себастиана (1785 – 1811), омъжена Кристоф Вилхелм Фердинанд фон Дегенфелд (1776 – 1831)